# Schizoglossum hamatum
Schizoglossum hamatum är en oleanderväxtart som beskrevs av Ernst Meyer. Schizoglossum hamatum ingår i släktet Schizoglossum och familjen oleanderväxter. Inga underarter finns listade i Catalogue of Life.